# Aiguille du Chardonnet
Aiguille du Chardonnet (3824 m n. m.) je hora v Montblanském masivu v Grajských Alpách. Její vrchol leží ve Francii (region Rhône Alpes) nedaleko francouzsko-švýcarské státní hranice. Na horu je možné vystoupit od chaty Refuge Albert Premier (2706 m) na francouzské straně, nebo z chaty Cabane du Trient (3170 m) na straně švýcarské.
Prvovýstup uskutečnili 20. září 1865 horolezci R. Fowler, M. Balmat a M. Ducroz.